# Lazarus von Schwendi

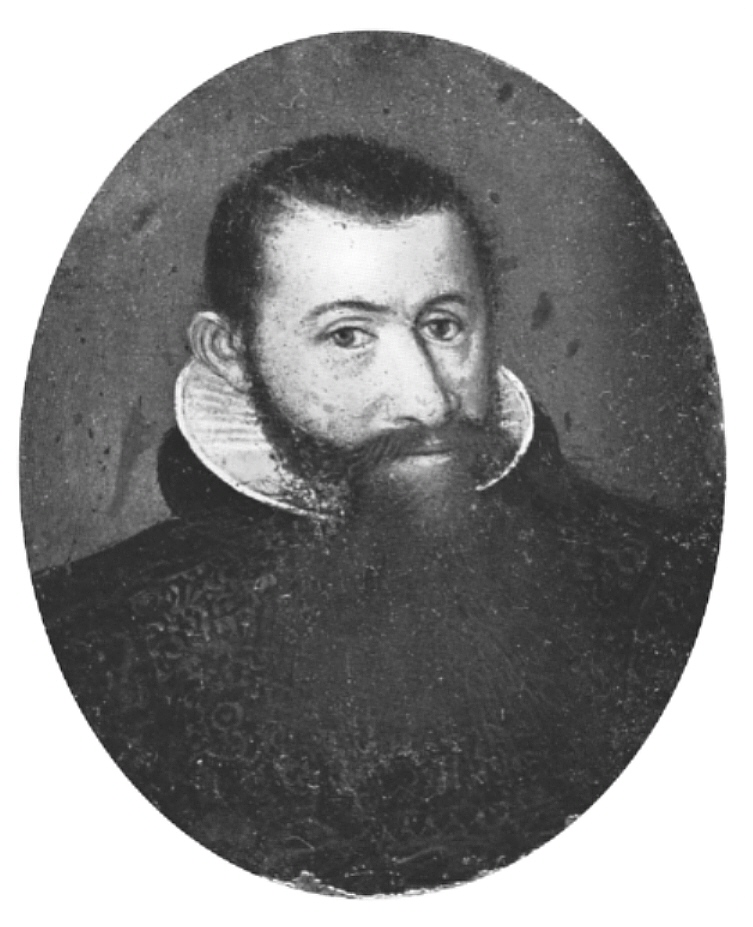
Lazarus von Schwendi.

Lazarus von Schwendi, Reichsfreiherr von Hohenlandsberg (Mittelbiberach, 1522 - Kirchhofen, 27 mei 1583) was een Duits legeraanvoerder en diplomaat in dienst van keizer Karel V en diens zoon Filips II van Spanje.
Hij werd geboren in Mittelbiberach (Zwaben), en studeerde aan de universiteiten van Bazel en Straatsburg. Op 24-jarige leeftijd trad hij in dienst van Karel V, won spoedig diens vertrouwen en bouwde op die manier een carrière uit als keizerlijk diplomaat.
Hij onderscheidde zich door zijn deskundige optreden tijdens de Schmalkaldische Oorlog en bij de annexatie van de drie bisdommen (Metz, Toul en Verdun) in 1552. In opdracht van de keizer nam hij in Wissembourg Sebastian Vogelsberger gevangen, die geprobeerd had huurlingen te ronselen voor het leger van de Franse koning.

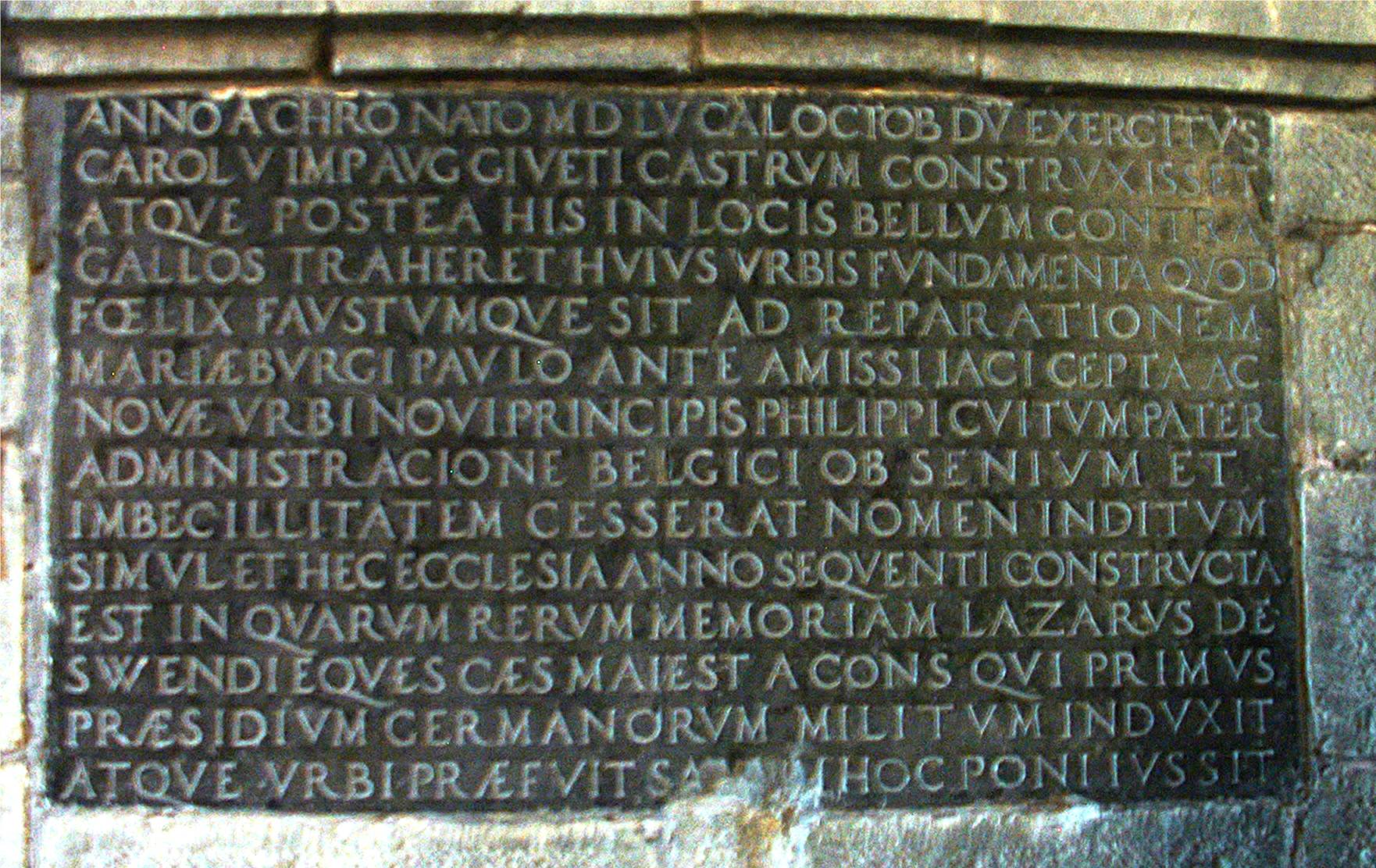
Een Latijnse tekst op een gedenksteen in de kerk van Philippeville vermeldt de naam Lazarus von Schwendi.

Omdat hij ook een militaire carrière wenste uit te bouwen, kreeg Lazarus von Schwendi, met de graad van kolonel, het bevel over een regiment lansknechten onder koning Filips II. In die hoedanigheid stelde Filips hem in 1556 aan tot eerste commandant (gouverneur) van de pas gestichte vestingstad Philippeville, gericht tegen Frankrijk. In januari nam hij daar zijn intrek aan het hoofd van 2500 Duitse lansknechten. Een inscriptie bij de ingang van de kerk van Philippeville maakt melding van dit feit.
Nauwelijks twee jaar later, in de zomer van 1557, nam hij met zijn regiment deel aan de Slag bij Saint-Quentin, waar Filips II het Franse leger een beslissende nederlaag toebracht. Lazarus' troepen namen op 14 juli 1558 eveneens deel aan de bloedige Slag bij Grevelingen.
Toen hij daarna te Antwerpen verbleef, steunde hij door zijn invloed de Nederlandse edelen in hun verzet tegen kardinaal Granvelle.
Van 1564 tot 1568 kwam hij terug in dienst van de keizer (eerst Ferdinand I, vervolgens zijn zoon keizer Maximiliaan II), die hem uitstuurde naar Hongarije om daar de Turken te bestrijden. Op 11 februari 1565 nam hij de vesting Tokay in en wist daarbij een immense buit te vergaren (waaronder 4000 vaten van de lokale wijn). In 1568 verleende de Keizer hem de titel Reichsfreiherr von Hohenlandsberg.
In 1568 nam Lazarus von Schwendi ontslag uit de actieve dienst en trok zich terug op zijn uitgestrekte landerijen die hij aan beide zijden van de Rijn had weten te verwerven (tussen 1560 en 1572). Hij verbleef bij voorkeur op zijn landgoed te Kientzheim, en overleed in 1583 te Kirchhofen. Hij werd begraven in de parochiekerk van Kientzheim, waar zich nog steeds zijn grafzerk bevindt.